# Ruïnes de Shimao
Les ruïnes de Shimao són les restes d'una ciutat que està situada al cantó nord de la Altiplà de Loess a la província de Shaanxi i és considerada la ciutat neolítica de la Xina més gran, amb quatre kilòmetres quadrats d'extensió.
La ciutat fou fundada a finals del Període Longshan (entre els segles XXIV i XX aC). Fou abandonada durant la Dinastia Xia (entre els segles XXI i el XVI aC). Es realitzaren sacrificis humans de dones pel segle xx aC durant la Dinastia Shang. Estava formada per una ciutat imperial, una ciutat interna i una externa. Els edificis trobats són: palaus, cases, tombes, altars de sacrificis i tallers d'artesania. D'objectes xicotets s'han trobat ganivets de jade.